# B2C
B2C (Business-to-consumer, рус. Бизнес для потребителя, произносится — «би ту си») — термин, обозначающий коммерческие взаимоотношения между организацией (Business) и частными лицами, так называемыми «конечными» потребителями (consumer); также форма электронной торговли, цель которой — прямые продажи для потребителя (конечного потребителя, физического лица).
Целью B2C является сделать деятельность организации более прозрачной и облегчить работу с «конечным» потребителем.

## Описание
Данная система является одним из звеньев в цепочке современных бизнес-процессов, и это звено строит бизнес-отношения следующего плана взаимодействий: «Бизнес-клиент».
Термин часто используется для описания непосредственной деятельности, которую ведёт предприятие. Указывает на то, что предприятие ведёт продажу товаров и оказание услуг, предназначенных непосредственно для конечного потребителя (физического лица).

## Стратегия продаж
Стратегия продаж B2C отличается более коротким циклом продаж, эмоциональным принятием решений о покупке и менее тесными взаимоотношениями продавца и покупателя, чем в B2B.

## Примеры
Один из наиболее популярных B2C инструментов в электронной коммерции — Интернет-магазин и другие субъекты электронной коммерции, деятельность которых направлена непосредственно на потребителей. Прямые продажи в интернете тоже можно отнести к сектору Business To Consumer.  